# Воинское кладбище в Повонзках
Воинское кладбище Пово́нзки, в обиходе Пово́нзки-Войско́ве (пол. Cmentarz Wojskowy na Powązkach, Powązki Wojskowe) — известное кладбище в Варшаве, в городском районе Повонзки (ул. Повонзковска(я), 43/45). Здесь похоронены многие павшие в борьбе за независимость страны.

## История
Кладбище основано в 1912 году, с 1918 года (восстановление независимости Польши) — государственное кладбище.  С 1964 по 1998 год называлось Коммунальным кладбищем.
В 1946 году был открыт Памятник Gloria Victis.
10 ноября 2010 года в Смоленской части кладбища был торжественно открыт Памятник жертвам смоленской авиакатастрофы.

## Знаменитые люди, похороненные на кладбище
См. Категория:Похороненные на кладбище Воинские Повонзки